# Cudotwórczyni (film 1962)
Cudotwórczyni (oryg. The Miracle Worker) – amerykański film biograficzny z 1962 roku w reżyserii Arthura Penna. Scenariusz filmu oparty został na sztuce teatralnej pod tym samym tytułem, która z kolei powstała na podstawie autobiografii Helen Keller. Zdjęcia kręcono w Middletown w stanie New Jersey.
W 2024 roku został wprowadzony do Narodowego Rejestru Filmowego Stanów Zjednoczonych jako film „znaczący kulturowo, historycznie bądź estetycznie”.

## Role główne
- Anne Bancroft jako Annie Sullivan
- Patty Duke jako Helen Keller
- Victor Jory jako Kapitan Arthur Keller
- Inga Swenson jako Kate Keller
- Andrew Prine jako James Keller

## Nagrody i nominacje
35. ceremonia wręczenia Oscarów
- Najlepsza aktorka – Anne Bancroft
- Najlepsza aktorka drugoplanowa – Patty Duke
- Najlepsza reżyseria – Arthur Penn (nominacja)
- Najlepszy scenariusz adaptowany – William Gibson (nominacja)
- Najlepsze kostiumy – film czarno-biały – Ruth Morley (nominacja)

20. ceremonia wręczenia Złotych Globów
- Najlepszy dramat (nominacja)
- Najlepsza aktorka dramatyczna – Anne Bancroft (nominacja)
- Najlepsza aktorka drugoplanowa – Patty Duke (nominacja)

16. ceremonia wręczenia nagród Brytyjskiej Akademii Filmowej
- Najlepsza aktorka zagraniczna – Anne Bancroft
- Najlepszy film z jakiegokolwiek źródła (nominacja)